# خوان بيريز (سياسي)
خوان بيريز (بالإنجليزية: Juan Perez)‏ هو سياسي أمريكي، ولد في 1956.